# Walter Hans Kaufmann
Walter Hans Kaufmann (* 22. April 1901 in Hann. Münden; † 5. März 1977 in Göttingen) war deutscher Studienrat und Orgelfachmann.

## Leben
Walter Kaufmann wurde als Sohn des Kaufmanns Wilhelm Kaufmann und seiner Frau Emilie geb. Blöde geboren. Er studierte nach dem Abitur Deutsch, Englisch und Geschichte in Jena und Göttingen. Während eines Semesters in Leipzig lernte er die Orgelwerke Johann Sebastian Bachs kennen. 1923 promovierte er in Göttingen zum Dr. phil. Während seiner Zeit als Referendar und ab 1926 als Assessor und Studienrat am Wilhelmsgymnasium in Emden betrieb er Forschungen über die Geschichte der Orgellandschaft Ostfriesland. Er heiratete 1930 in Celle Gerda Jürgens (* 1908) aus Emden. Als ein Jahr später Frau und Kind am Kindbettfieber starben, heiratete er in Celle ihre Schwester Katharina (* 1913). Mit ihr hatte er zwei Söhne und eine Tochter. 1932 nach Osnabrück versetzt, schuf er ein bis heute maßgebliches Werk über den Orgelprospekt. Nach seiner Zeit im Militärdienst (ab 1943) und Kriegsgefangenschaft setzte Kaufmann 1945 seinen Dienst in Osnabrück fort. Den Ruhestand verbrachte er in Göttingen, wo er seine gesammelten Forschungsunterlagen auswertete. In den 1960er Jahren veröffentlichte er seine grundlegenden Orgeltopographien über die Grafschaft Oldenburg und Ostfriesland, die zu allen Orgeln der betreffenden Orgellandschaft Informationen aus allen Kirchenarchiven inventarisieren. Aufgrund seiner Verbundenheit mit Ostfriesland, die sich in zahlreichen Publikationen niederschlug, verlieh ihm die Ostfriesische Landschaft 1976 das Ostfriesische Indigenat.

## Schriften
- Der Orgelprospekt in stilgeschichtlicher Entwicklung. 3. Auflage. Rheingold-Verlag, Mainz 1949 (Erstausgabe:  1935).
- Die Orgeln des alten Herzogtums Oldenburg. Stalling, Oldenburg 1962.
- Die Orgeln Ostfrieslands. Ostfriesische Landschaft, Aurich 1968.
- Andreas Schweimb und Johann Jakob John, zwei Orgelbauer der Barockzeit in Einbeck. In: Einbecker Jahrbuch. Band 29, 1970, S. 69–81.